# Pierre Uytterhoeven
Pierre Uytterhoeven est un scénariste français. Il est scénariste de nombreux films de Lelouch dont Un homme et une femme pour lequel il a obtenu l'Oscar du meilleur scénario original.

## Filmographie sélective
- 1963 : L'Amour avec des si de Claude Lelouch (assistant réalisateur)
- 1964 : La Femme spectacle de Claude Lelouch (assistant réalisateur)
- 1965 : Une fille et des fusils de Claude Lelouch
- 1966 : Un homme et une femme de Claude Lelouch
- 1967 : La Musica de Marguerite Duras et Paul Seban (assistant réalisateur)
- 1967 : Vivre pour vivre de Claude Lelouch
- 1968 : Treize jours en France de Claude Lelouch, Guy Gilles et François Reichenbach
- 1969 : La Vie, l'Amour, la Mort de Claude Lelouch
- 1969 : Un homme qui me plaît de Claude Lelouch
- 1970 : Le Voyou de Claude Lelouch
- 1971 : Smic, Smac, Smoc de Claude Lelouch
- 1972 : L'aventure c'est l'aventure de Claude Lelouch
- 1972 : Les Feux de la Chandeleur de Serge Korber
- 1973 : La Bonne Année de Claude Lelouch
- 1973 : Un homme libre de Roberto Muller
- 1974 : Toute une vie de Claude Lelouch
- 1974 : Mariage de Claude Lelouch
- 1976 : Le Bon et les Méchants de Claude Lelouch
- 1977 : Le Passé simple de Michel Drach
- 1976 : Les Charlots en délire d'Alain Basnier
- 1983 : Édith et Marcel de Claude Lelouch
- 1986 : Attention bandits ! de Claude Lelouch
- 1986 : Un homme et une femme : Vingt ans déjà de Claude Lelouch
- 1989 : Cinq jours en juin de Michel Legrand
- 2002 : And Now... Ladies and Gentlemen de Claude Lelouch
- 2004 : Les Parisiens de Claude Lelouch
- 2007 : Roman de gare de Claude Lelouch
- 2010 : Ces amours-là de Claude Lelouch